# Poble suyá
Els suyá, autodenominats kisêdjê, són un poble indígena del Brasil, que viu a la capçalera del riu Xingu.
Històricament, eren coneguts pels seus plats llavials, una forma inusual de modificació corporal que practicaven. Després del matrimoni, els homes suyá solien perforar-se el llavi inferior i col·locar-hi un petit disc de fusta. La mida del disc augmentaria gradualment a mesura que passés el temps, canviant permanentment la mida del llavi.
Com moltes altres tribus de la Xingu superior, els suyá han estat devastats per malalties introduïdes per exploradors europeus a finals del segle XIX i principis del XX. Després de l'establiment del parc indígena del Xingu a la dècada de 1960, i després de la introducció d'atenció mèdica organitzada a la zona, la població suyá va créixer molt. La seva població va augmentar de 123 el 1970 a 330 el 2010.

## Idioma
La llengua kisêdjê form a part de les llengües gê.

## Història cultural
No hi ha molts registres arqueològics o etnogràfics que es remuntin abans del 1884 perquè es no pot conservar gaire material cultural als tròpics humits i la majoria dels materials utilitzats eren orgànics. No obstant això, existeixen proves etnogràfiques que afirmen que la música suyá va fer un llarg viatge des d'un territori de més de 1.100 quilòmetres cap al nord-est, fugint i combatent enemics. Van migrar a la regió del Xingu cap al 1840, on es van reunir amb diversos grups amb els quals van obtenir dones, nens i van intercanviar articles. Tot i que moltes d'aquestes tribus parlaven idiomes diferents, compartien una cultura similar i la regió on se’ls coneix sovint avui com a “Àrea de Cultura Superior Xingu”. Des del Xingu van adoptar molts aspectes de la seva cultura com canoes, hamaques i cerimònies. També adapten tècniques de preparació d'aliments, com ara creure que tots els aliments s'han de cuinar abans de menjar-los. L'ornamentació corporal també va ser un aspecte de la seva cultura que van assumir. Els ornaments corporals són marcadors significatius d’edat i estat.
La comunitat suyá sempre ha cregut molt en el bé col·lectiu. Comparteixen des de foc, menjar, terra, cançons, actuacions, refugi, roba i nens. Un nen és criat per tota la comunitat, no només pels seus pares biològics, tot i que saben qui els seus pares biològics no s’identifiquen amb ells com una persona occidentalitzada, amb un sentit de propietat, per a un suyá, tota la comunitat és la seva família. Creuen que els noms són fonamentals per definir qui és una persona i els grups als quals pertany; per tant, escullen els seus noms amb molta cura. Avui els suyá viuen en un sol poble d’uns dos-cents habitants a la vora del riu Suiá-Miçu. Parlen una llengua que pertany a la branca nord de la família lingüística gê. Cacen, pesquen, recullen subministraments i comercien amb assentaments fronterers per obtenir les seves necessitats bàsiques. També estan protegits de la violència fronterera i de l'economia nacional de mercat mitjançant un sistema de reserves que proporciona intermitentment assistència sanitària. i els béns materials i els impliquen en un nou sistema social multiètnic. Els seus mites afirmen que, tot i que la societat suyá sempre va existir, al principi la gent no tenia foc, ni noms, ni cultius d'hort, ni llavis -adorns de disc, i algunes cançons. Van adquirir foc del jaguar, cultius d’hort del ratolí, discs labials dels indis enemics, noms d’un poble caníbal que vivia sota terra i cançons de tots aquests.